# Ärkebiskop av York

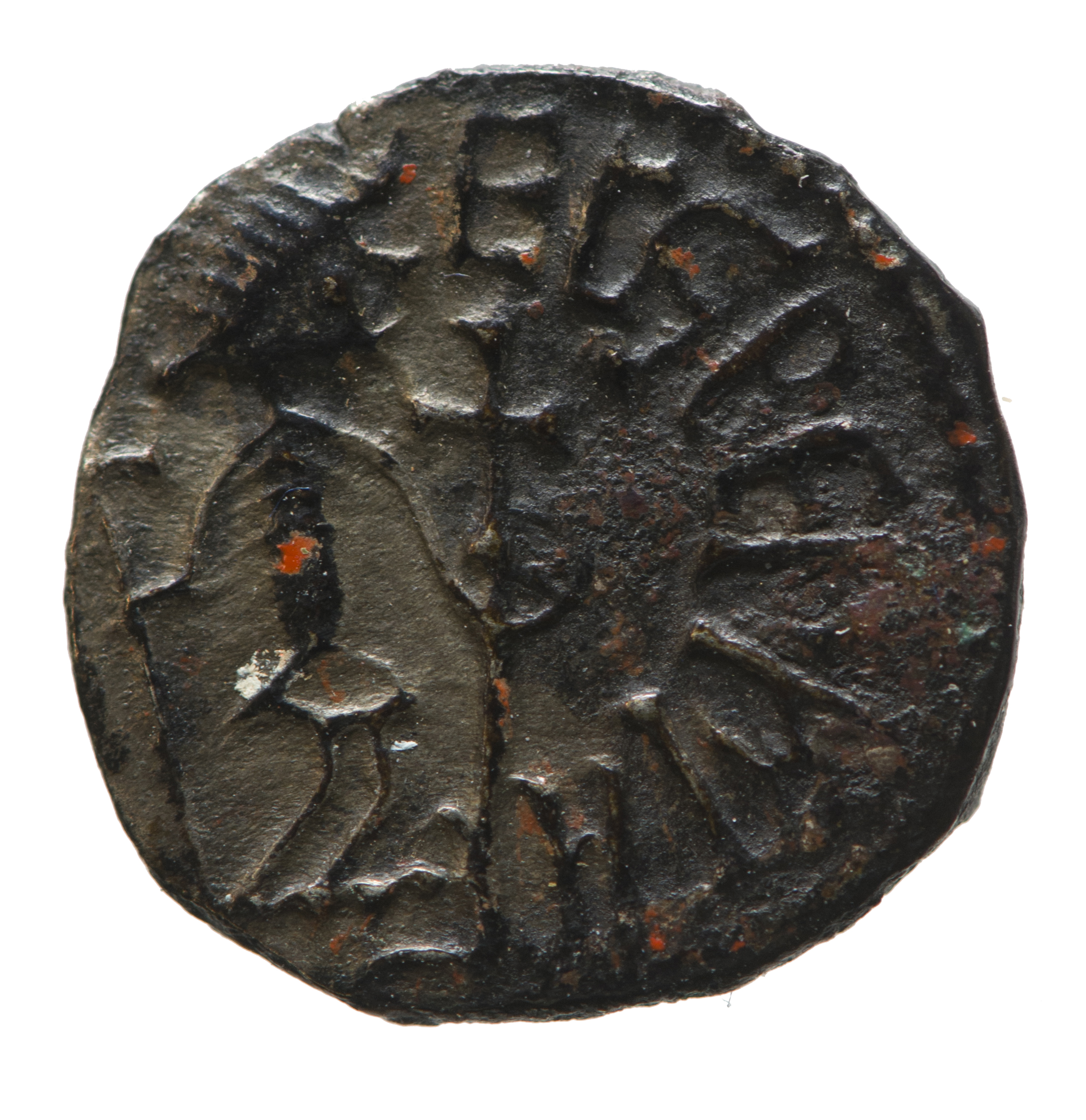
Reverssidan av ett silvermynt, som visar ärkebiskop Ecgbert, stående med två kors.

Ärkebiskopen av York (engelska: Archbishop of York) är biskop i Yorks stift av Engelska kyrkan, metropolit av Yorks kyrkoprovins och primas av England (Primate of England). Näst ärkebiskopen av Canterbury är han kyrkans främsta företrädare, och tillsammans leder de Engelska kyrkans generalsynod och ärkebiskoparnas råd. Ärkebiskopen är ex officio andlig ledamot i parlamentets överhus.
Den nuvarande ärkebiskopen av York är Stephen Cottrell, som valdes 11 juni 2020. Till följd av den pågående coronapandemin hölls valet över videolänk. Ärkebiskop Stephen installerades under Evensonggudstjänsten den 18 oktober 2020.

## Historik
York grundades som en romersk befästning och stad på 70-talet e.Kr, under namnet Eboracensis. Det romerska namnet lever fortfarande kvar, genom att ärkebiskopen av York skriver under med sitt förnamn följt av förkortningen Ebor.
Det finns inga arkeologiska spår av den tidiga kristna kyrkan i York. Däremot finns anteckningar från Synoden i Arles 314, där det framgår att bland deltagarna fanns "Eborus episcopus de civitate Eboracensis", det vill säga Eborus, biskop i staden York. Biskopar från York deltog även vid synoderna i Nicea, Sardica och Ariminus, vilket tyder på en kristen närvaro i staden under större delen av 300-talet.
I slutet av 500-talet sände påven Gregorius I missionärer till England för att återkristna landet. År 625 eller strax därefter fick prästen Paulinus uppdraget att eskortera den kristna drottning Æthelburh av Kent till hennes nya man, kungen av Northumbria. Paulinus fick döpa kung Edwin i en enkel träkyrka i York. Kungen utsåg honom också till biskop av York, och började bygga den första stenkyrkan på den plats där York Minster är belägen idag.
Den förste egentligen ärkebiskopen av York var biskop Ecgbert, som mottog pallium av påve Gregorius III år 732. Den norra kyrkoprovinsen hade underlydande biskopar i Worcester, Lindsey, Lincoln, Skottland, Orkneyöarna och Shetlandsöarna. Trots det var ärkebiskopens av York roll oklar, och fram till 1360-talet pågick en ständig dragkamp mellan de två primaserna. Påve Innocentius IV (1352–1362) gjorde slut på fejden genom att besluta att de båda ärkebiskoparna av Canterbury och York skulle erkännas som metropolit i varandras kyrkoprovinser och när de möttes i procession skulle deras korsbärare gå bredvid varandra. Men medan ärkebiskopen av York fick behålla titeln primas av England skulle ärkebiskopen av Canterbury hädanefter kallas primas av hela England och vara kyrkans främste företrädare i England.

## Valprocedur
Sedan kung Henrik VIII brutit med Rom har ärkebiskopen av York utsetts av den engelska, sedermera brittiska monarken. Sedan 1976 bereds valet av ärkebiskop av The Crown Nominations Commission, som består av biskopar och av stiftet utsedda företrädare. Kommittén lägger fram sitt förslag till Storbritanniens premiärminister, som i monarkens namn beslutar om congé d'élire (franska, tillåtelse att välja) och vilken person som får väljas. Själva valet av biskop förrättas sedan av dekanen och kanikerna i York Minster, som därigenom bekräftar att stiftet accepterar valprocessen.